# Szudán
Szudán, hivatalosan a Szudáni Köztársaság (arab: جمهورية السودان) Afrika harmadik legnagyobb területű országa a kontinens északkeleti részén; több mint 1,8 millió km²-es területével körülbelül ötször akkora, mint Németország. Terület szerint Afrika és az Arab Liga legnagyobb országa volt Dél-Szudán 2011-es kiválásáig, azóta mindkét címmel Algéria büszkélkedhet.
Az iszlám volt az ország államvallása, és a saría törvényeket 1983-tól 2020-ig alkalmazták, amikor az ország a belső konfliktusokból kifolyólag világi állammá vált.
Szudán fejlődő ország, azon belül is a legkevésbé fejlettek közé tartozik. 2022-ben a 172. helyen állt az emberi fejlettségi indexen. Közepes jövedelmű gazdasággal rendelkezik, amely nagyrészt a mezőgazdaságra támaszkodik a hosszú távú nemzetközi szankciók, az elszigeteltség, a belső instabilitás miatt.
A regionális szeparatista mozgalmak és a rendszeres katonai puccsok miatt Szudán már nem létezik központilag irányított, szuverén állami egységként.
Dél-Szudán egy 2005-ös megállapodás alapján megrendezett népszavazást követően 2011. nyarán bejelentette függetlenségét, így függetlenedett, de még Abyei és Dárfúr tartományok is pályáznak az önállóságra. 2023-ban harcok törtek ki egy lázadó csoport (RSF) és a kormány hadserege között, majd polgárháború  alakult ki, amelynek következtében sok millió ember kényszerült elhagyni az otthonát.

## Etimológia
Neve az arab bilād asz-szūdān (بلاد السودان) kifejezésből származik, ami szó szerint azt jelenti, hogy "a feketék földje". Ez a kifejezés utal a lakosok többé-kevésbé sötét bőrére és főleg a szudáni régióra vonatkozik.
Korábban az ókori egyiptomiak Szudán területét Núbia és Ta Neheszi vagy Ta Szeti néven ismerték.

## Földrajz

### Domborzat

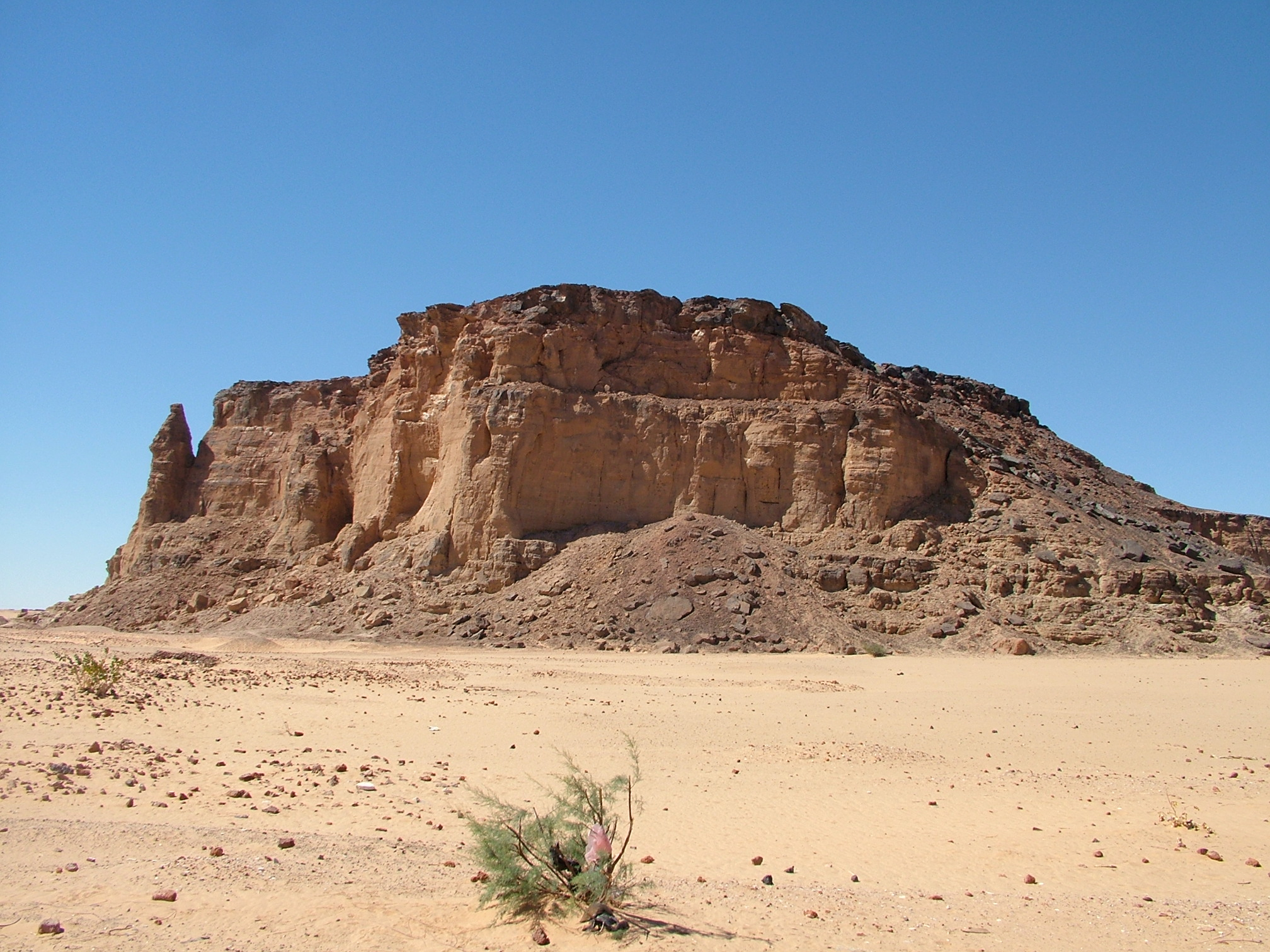
Dzsebel Barkal hegység Núbiában a világörökség része

Az ország nyugati részét hatalmas homokkőtáblák építik fel, amelyekből szigethegységek emelkednek ki, északnyugaton az Uveinat-hegység (1934 m), az ország déli részén a Nubah-hegység (1450 m). A csádi határ mentén a Dárfúr 800–1200 m magas fennsíkjából a Marra-hegység vulkáni tömege tör 3088 m magasságba. Az ország legmagasabb pontja a Deriba-kráter (3042 m).

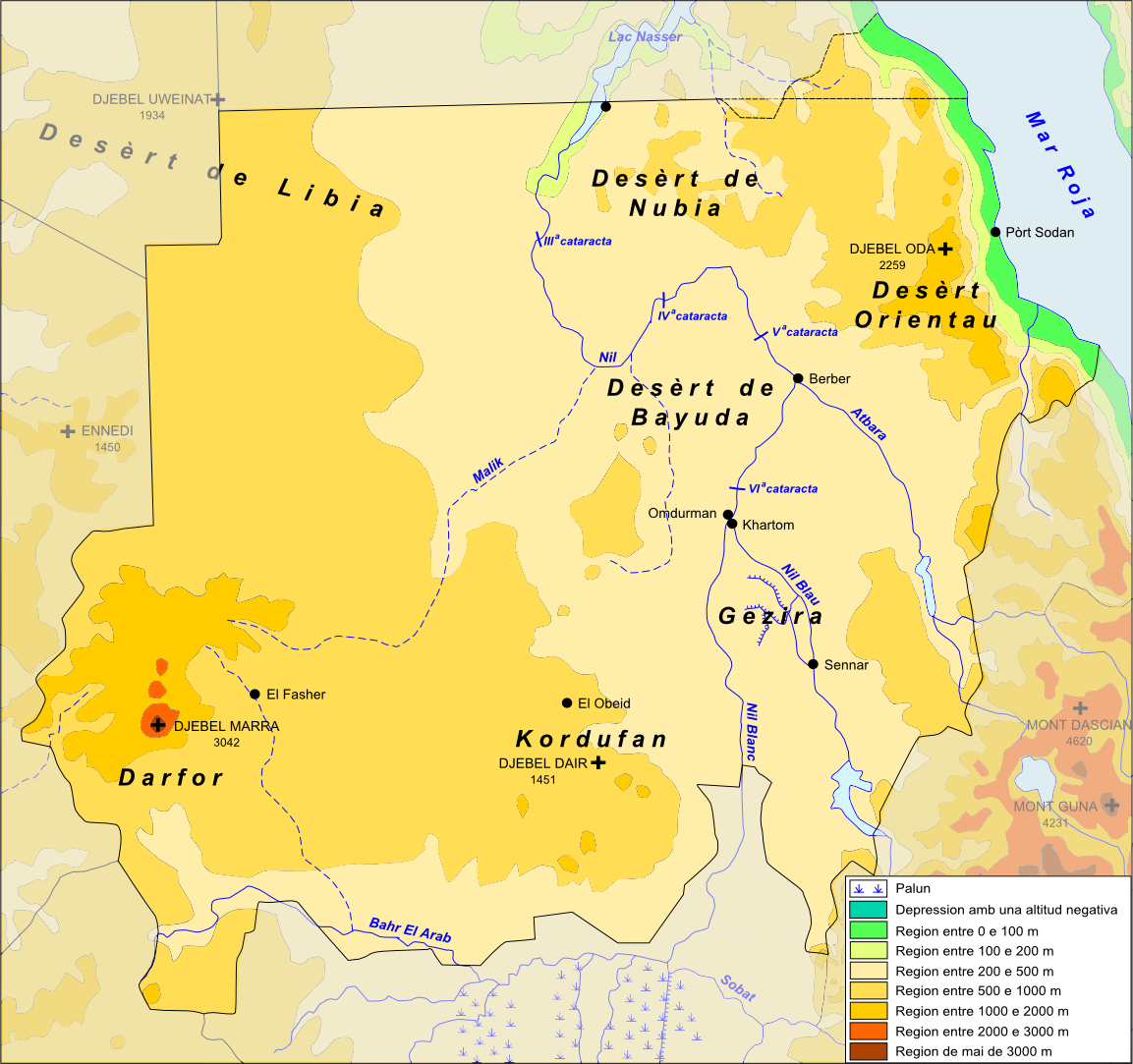
Domborzati térkép
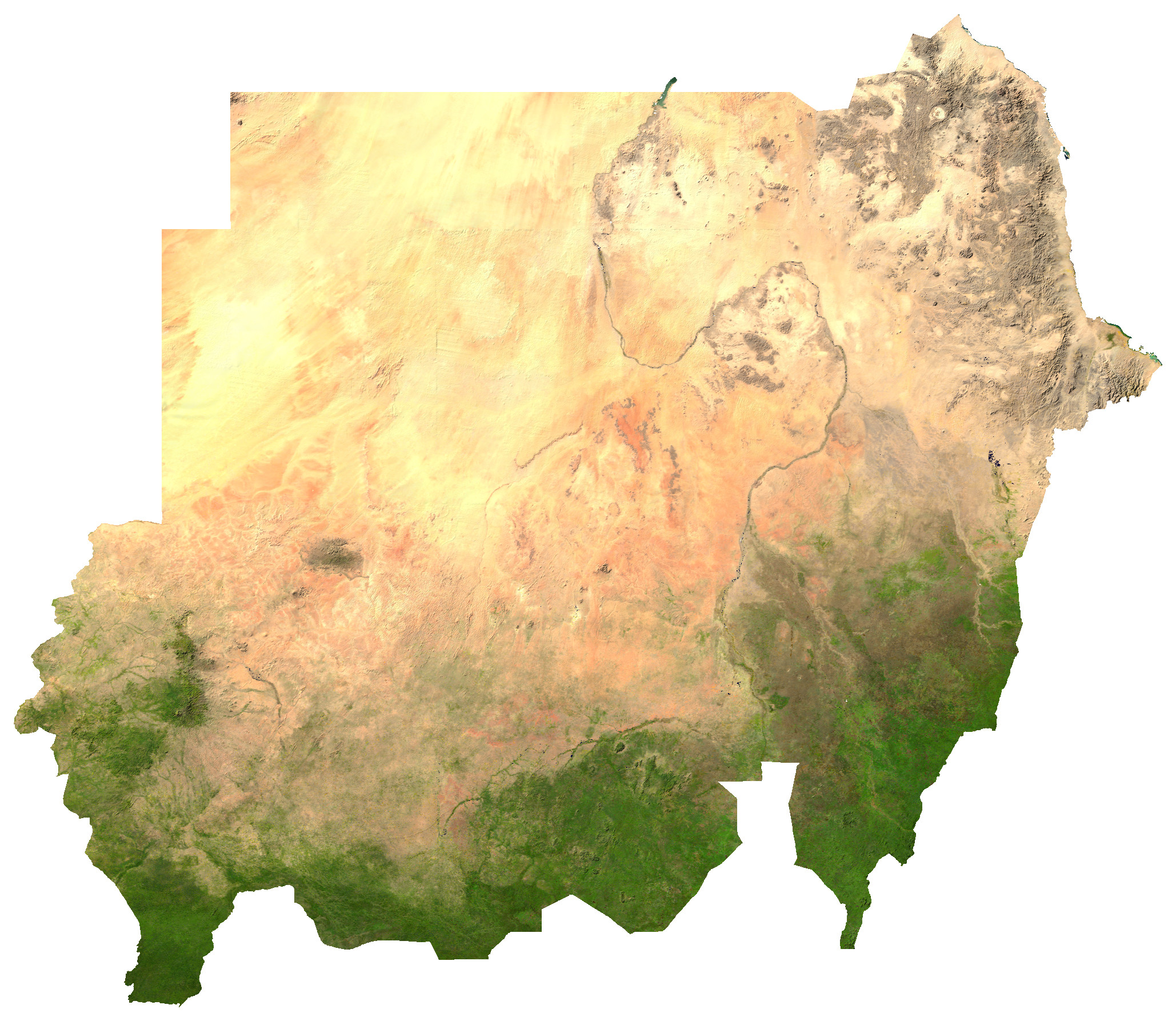
Szudán műholdas képe
Éghajlati térkép (angol) piros: trópusi sivatagi

### Vízrajz
Az ország tengelyében a Nílus mentét szegélyező, tágas, északon elkeskenyedő síkság húzódik, amelyet három oldalról hegyvidék övez. Észak-déli kiterjedése következtében érvénybe jutnak a földrajzi övek a szavannától a sivatagig. Legjelentősebb folyók: Nílus, Fehér-Nílus (Bahr al Jabal), Kék-Nílus (Bahr al Jabal Azraq), Atbara. A Fehér-Nílus délen lép be az országba, és Kartúmnál  folyik össze a Tana-tóból eredő Kék-Nílussal. Itt kezdődik tulajdonképpen a Nílus folyam.

### Éghajlat
Szudán jelentős része a Szaharához tartozik. A csapadék mennyiségében észak és dél között nagy eltérések tapasztalhatók. Az északi régiókban jellemzően alig esik csapadék (kevesebb mint 50 mm évente), a középső régiókban 200 mm és 700 mm közötti csapadék esik évente, néhány déli régióban pedig évi több mint 1500 mm. A legtöbb csapadék a márciustól októberig tartó időszakban hull le, a legnagyobb koncentrációban június és szeptember között.
A száraz területeket homokviharok sújtják, ilyen az úgynevezett habúb (هَبوب), amely teljesen eltakarhatja a napot.
Az éves átlaghőmérséklet 26 °C és 32 °C között van, de a nyári max. hőmérséklet északon gyakran meghaladja a 43 °C-ot.
Kartúmban a januári középhőmérséklet 23 °C, a júliusi 34 °C. Az évi csapadékmennyiség 150 mm.

### Élővilág, természetvédelem

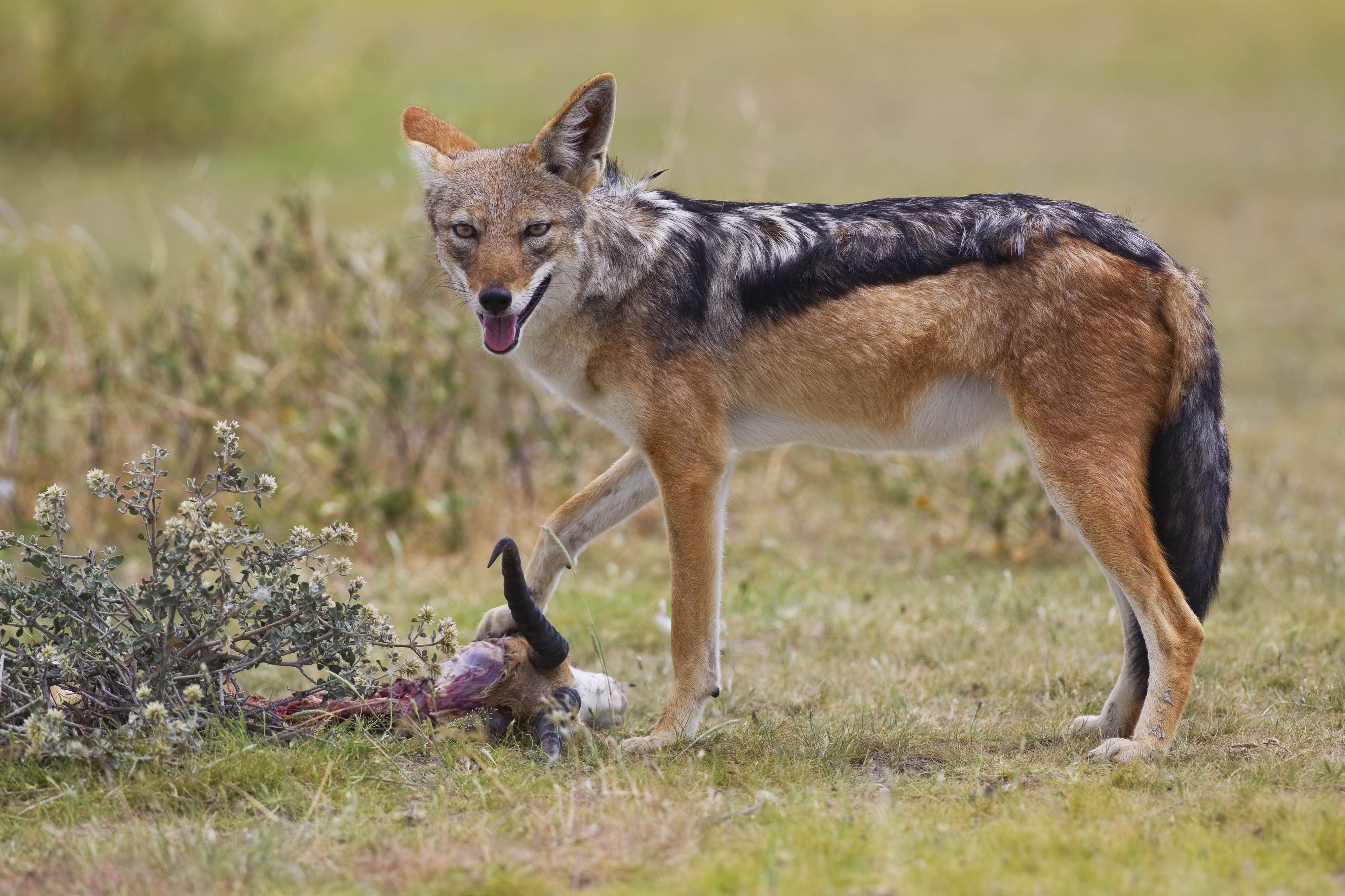
Sakál

Az elsivatagosodás komoly probléma Szudánban. Ez a folyamat áll a dárfúri konfliktus hátterében. A talajerózió is aggodalmat kelt.A mezőgazdaság terjeszkedése nem jár együtt természetvédelmi intézkedésekkel. A következmények már mutatkoznak: az erdőirtás és a talaj kiszáradása csökkenti a talaj termékenységét  és a talajvíz szintjét.
A vadállományt veszélyezteti az orvvadászat. 2001-től huszonegy emlős faj és kilenc madárfaj, valamint két növényfaj veszélyeztetettnek számít. Veszélyeztetett fajok közé tartozik: tarvarjú, a szélesszájú orrszarvú, vörös tehénantilop, karcsú szarvú gazella, közönséges cserepesteknős. A szaharai oryx már nem él vadon.

#### Nemzeti parkjai
Szudánban a 2010-es években tizenkét nemzeti park található:
- Badinglo
- Boma
- Déli
- Dinder
- Dzsebel-Hasszania
- Lantoto
- Nimule
- Radom
- Shambe
- Szuakin-szigetvilág

#### Természeti világörökségei
- Szanganeb Tengeri Nemzeti Park és Dungonab-öböl – Mukkawar-sziget Tengeri Nemzeti Park. Egy elszigetelt, korallzátonyos terület a Vörös-tenger középső részén, és egy atoll, 25 km-re Szudán partvonalától.[19]

### Környezeti problémák
Az ország súlyos környezeti problémákkal néz szembe, amelyek gyakran a víz elérhetőségével vagy annak ártalmatlanításával kapcsolatosak. 
Az elsivatagosodás komoly probléma, de aggodalomra ad okot a talajerózió is.
A mezőgazdasági terjeszkedés, mind az állami, mind a magánszférában, védelmi intézkedések nélkül ment végbe. A következmények többek közt az erdőirtás, a talaj kiszáradása, a talaj termékenységének és a talajvízszintnek a csökkenése.
Az élővilágot az orvvadászat fenyegeti. A kritikusan veszélyeztetett fajok közé tartozik a tarvarjú, az északi fehér orrszarvú, a tora antilop (Alcelaphus buselaphus tora), a homoki gazella és a közönséges cserepesteknős. A kardszarvú antilop kihaltnak tekinthető.
A szilárd hulladék és szennyvíz nem megfelelő kezelése, illetve a létesítmények általános hiánya a fő környezeti problémák közé tartozik.

## Történelem

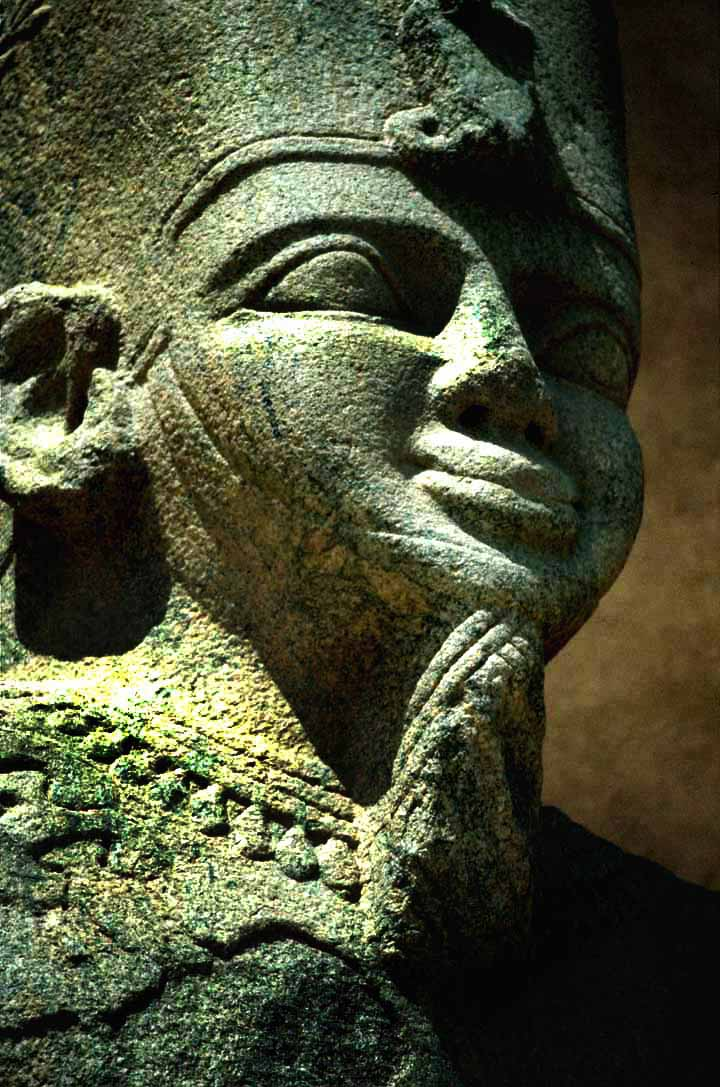
Az ókori núbiai királyok egy szobra, valószínűleg Natakamani ábrázolásával

### 21. század
A dárfúri konfliktus előzményei az 1990-es évekre vezethetőek vissza, de többnyire 2003-at tekintik a konfliktus kirobbanási időpontjának, amikor a lázadók felkelést indítottak, hogy tiltakozzanak a szudáni kormánynak a nyugati régióval és annak nem arab lakosságával szembeni figyelmen kívül hagyása ellen. Válaszul a kormány felszerelte és támogatta az arab milíciákat, amely harcolni kezdett a lázadók ellen. 2007-re a konfliktus és az abból fakadó humanitárius válság több százezer ember halálát okozta, és több mint kétmillióan menekültek el.
Az ország egy népszavazás következtében szétszakadt, és Dél-Szudán 2011. július 9-től lett hivatalosan is független, önálló ország. Szudán területe és lakosságszáma így jelentősen csökkent.
A déli rész elszakadását követő években a kormányt továbbra is kihívások elé állították a dárfúri lázadók, továbbá a Dél-Kordofán és a Kék-Nílus nevű tagállamokban fellépő konfliktusok. A háborús konfliktus miatt rengeteg ember menekült el az otthonából. 2014 végéig körülbelül 650 ezer ember keresett menedéket a szomszédos Etiópiában, Csádban és Egyiptomban, míg további 1,87 millió ember az ország határain belül maradt menekült volt.

Szudán 2024-ben
A kormányerők és szövetségeseik által ellenőrzött terület
a Gyorsreagálású Támogató Erők (RSF) által ellenőrzött
kisebb milícia, az SPLM-N (al-Hilu) által ellenőrzött
kisebb milícia, az SLM (al-Nur) által ellenőrzött

2018 végén a hanyatló gazdaság hátterében a szudáni polgárok az utcára vonultak, hogy kifejezzék elégedetlenségüket. A tiltakozások kezdetben a kenyér és egyéb áruk emelkedő árairól és hiányáról szóltak, hamarosan erőteljes kormányellenes tüntetésekké fajultak, amelyek Basír elnök lemondását követelték. 2019 áprilisában, több hónapig tartó utcai tüntetések után, Omar el-Basír szudáni elnököt menesztették. Az elnök bukása után az országot a katonai és polgári képviselőkből álló Szuverenitási Tanács irányította.
A 2020–2021-es tigréi-háborúban Szudán is járulékosan érintett lett és Etiópia és Szudán között nőtt a feszültség.
2021. október 25-én a szudáni hadsereg Abdel Fattah al-Burhan tábornok vezetésével katonai puccsal átvette az állam irányítását. Ezután véres tüntetések kezdődtek.

#### Szudáni polgárháború (2023– )
2023 áprilisában hatalmi harcok törtek ki és polgárháború alakult ki, miután egy félkatonai szervezet, a Gyorsreagálású Támogató Erők  (RSF) kísérelt meg puccsot.
A konfliktus Kartúm utcáin heves csatává fajult a hadsereg és az RSF között.
Nem sokkal később Szudán-szerte légicsapásokat és harcokat jelentettek. 2023 októbertől az RSF és más milíciák az ország déli részén sok helyen legyőzték a kormány hadseregének erőit és jelentős területeket szereztek.
A kormány és a Nyugat is azzal vádolta Oroszországot, hogy beavatkozik és a Wagner-csoporton keresztül az RSF lázadóit segíti. Ezután Ukrajna a kormányerők és el-Burhán oldalán avatkozott be a polgárháborúba; kommandósai a Wagner által támogatott szudáni lázadó erők ellen vették fel a harcot.

## Politika és közigazgatás
Az ország a 21. században többnyire totalitárius, formailag képviseleti demokrácián alapuló köztársaság volt 2019 áprilisáig, amikor Omar el-Basír elnök rezsimjét egy katonai puccsal döntötték meg. Ekkor feloszlatták a kétkamarás parlamentet – a nemzeti törvényhozást, annak nemzetgyűlésével (alsóház) és az államtanáccsal (felső kamara) együtt. 

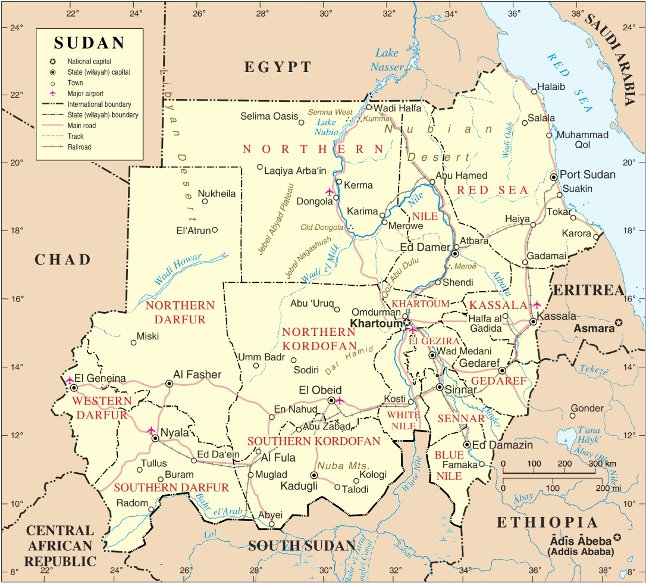
Szudán politikai térképe

A Riek Machar által vezetett csoporttal 1997-ben aláírt Kartúmi Békeszerződés alapján 1998-ban hozták létre az alkotmányt.
A Szudánt 30 éven át irányító, 2019 tavasszal puccsal eltávolított Omar el-Besírt váltotta egy katonai-civil átmeneti kormány. A tervek alapján a 2022-re tervezett új választásokig egy tizenegy személyből álló „szuverén tanács” irányította volna az országot, de ez és a szudáni kormány a 2021-es puccs során feloszlott.
Egyes a Koránban meghatározott bűnökért, mint a lopás vagy a házasságtörés, még mindig alkalmazzák a halálbüntetést.[mikor?] A büntetési formák között szerepel a kéz vagy a láb levágása, az akasztás vagy a halálra kövezés.

#### Elnökök
| Név                         | Elnökként           | Elnökként          | Elnökként        |
| Név                         | Hivatalának kezdete | Hivatalának vége   | Hatalomra jutása |
| Legfelsőbb tanács           | 1956. január 1.     | 1958. november 17. | puccs            |
| Ibrahim Abbud               | 1958. november 17.  | 1964. november 15. | választás        |
| Sir al-Khatim al-Khalifah   | 1964. november 16.  | 1964. december 3.  | választás        |
| Legfelsőbb bizottság        | 1964. december 3.   | 1965. június 10.   | választás        |
| Ismail al-Azhari            | 1965. június 10.    | 1969. május 25.    | puccs            |
| Dzsafar Muhammad an-Numeiri | 1969. május 25.     | 1971. július 19.   | választás        |
| Babiker al-Nur Osman        | 1971. július 19.    | 1971. július 22.   | puccs            |
| Dzsafar Muhammad an-Numeiri | 1971. július 22.    | 1977               | választás        |
| Dzsafar Muhammad an-Numeiri | 1977                | 1983. április      | választás        |
| Dzsafar Muhammad an-Numeiri | 1983. április       | 1985. április 6.   | puccs            |
| Abdel Rahman Swar al-Dahab  | 1985. április 6.    | 1986. május 15.    | választás        |
| Ahmad al-Mirghani           | 1986. május 6.      | 1989. június 30.   | puccs            |
| Omar Hassan Ahmad al-Bashir | 1989. június 30.    | 1996               | választás        |
| Omar Hassan Ahmad al-Bashir | 1996                | 2001               | választás        |
| Omar Hassan Ahmad al-Bashir | 2001                | 2019               | puccs            |

### Közigazgatási beosztás
Szudán régiói és államai. Az országot 18 tagállam alkotja (amelyek 133 további kerületre vannak osztva):
- Észak
  - Észak (Ash Shamaliyah)

Szudán tagállamai

Középső és északi tagállamok
Dárfúr
Keleti front
Abyei
Dél-Kordofán és a Kék-Nílus államok

  - Nílus-folyó (állam) (Nahr an Nil)
- Kasszala
  - Kasszala (Ash Sharqiyah)
  - Al Qadarif
  - Vörös-tenger (Al Bahr al Ahmar)
- Kartúm
  - Kartúm állam (Al Khartum)
- Kék-Nílus
  - Al Jazirah
  - Kék-Nílus (An Nil al Azraq)
  - Sennar
  - Fehér-Nílus (An Nil al Abyad)
- Dárfúr
  - Közép-Dárfúr (Zalingei)
  - Kelet-Dárfúr (Sharq Darfur)
  - Észak-Dárfúr (Shamal Darfur)
  - Dél-Dárfúr (Janub Darfur)
  - Nyugat-Dárfúr (Gharb Darfur)
- Kordofán
  - Észak-Kordofán (Shamal Kurdufan)
  - Dél-Kordofán (Janub Kurdufan)
  - Nyugat-Kordofán  (újraalapítva 2013-ban)[42][43]

### Nemzetközi szervezetek
Szudán az alábbi szervezetekben rendelkezik tagsággal:

| Csatlakozási dátum | A szervezet neve                                        | Rövítése |
| ------------------ | ------------------------------------------------------- | -------- |
| 1956               | Egyesült Nemzetek Szervezete                            | UN       |
| 1956               | Arab Liga                                               | -        |
| 1963               | Afrikai Egységszervezet (Ma Afrikai Unió)               | OAU      |
| 1969               | Iszlám Konferencia Szervezete                           | OIC      |
| 1981               | Preferential Trade Area for Eastern and Southern Africa | PTA      |
| 1986               | Intergovernmental Authority on Drought and Development  | IGADD    |
| 1994               | Common Market for Eastern and Southern Africa           | COMESA   |
| 1996               | Intergovernmental Authority on Development              | IGAD     |
| 2001               | Afrikai Unió                                            | AU       |

## Népesség

Szudán nyelvi térképe (Dél-Szudánnal együtt). A zöld pöttyözött vonal az arab nyelv elterjedésének déli határa

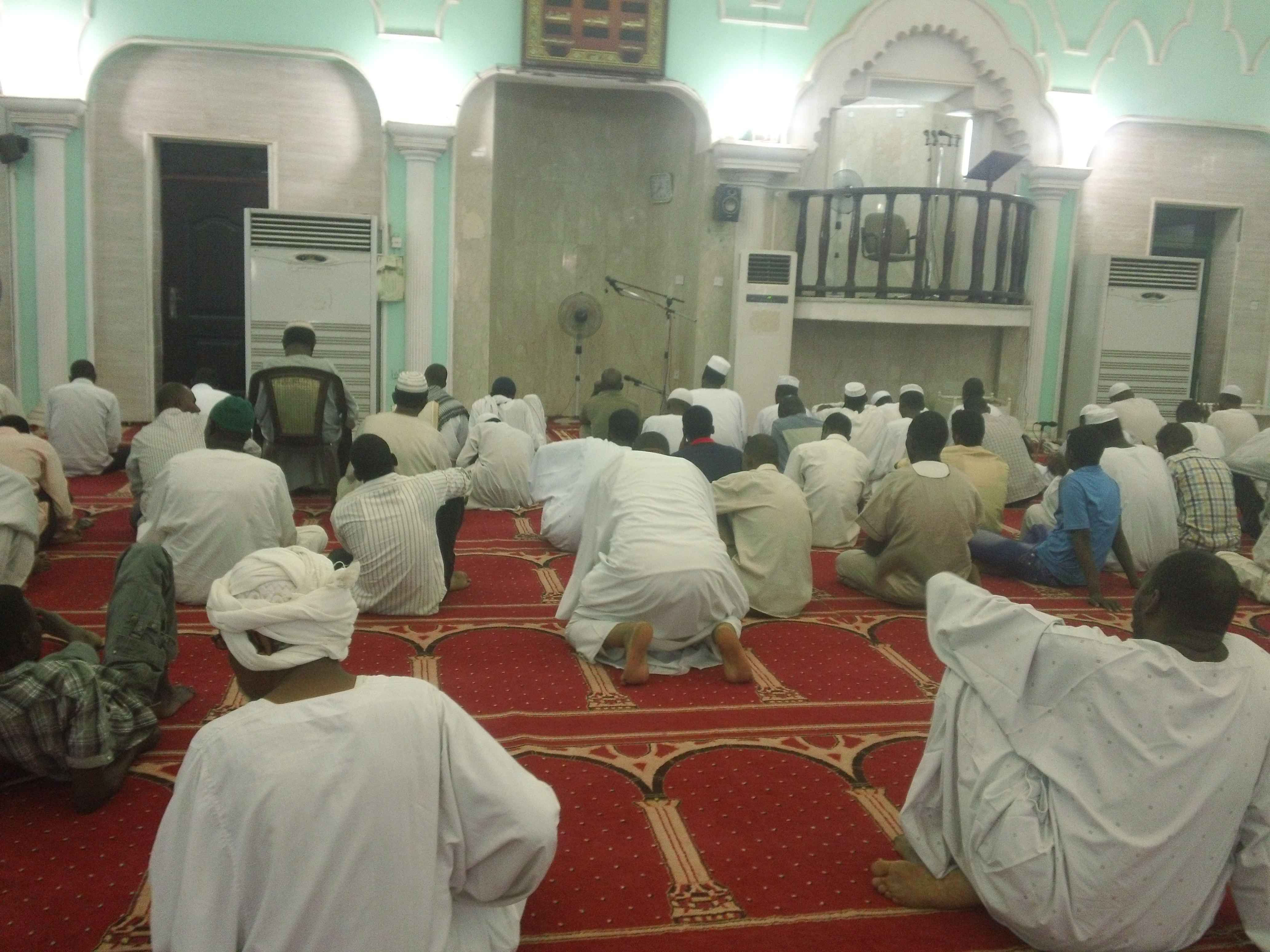
A Shahid-mecset belseje a hívőkkel Kartúmban

### Népességváltozás
| Lakosok száma | 30 894 000 | 40 235 000 | 40 533 330 | 48 945 000 |
|               | 2008       | 2015       | 2017       | 2025       |

### Általános adatok

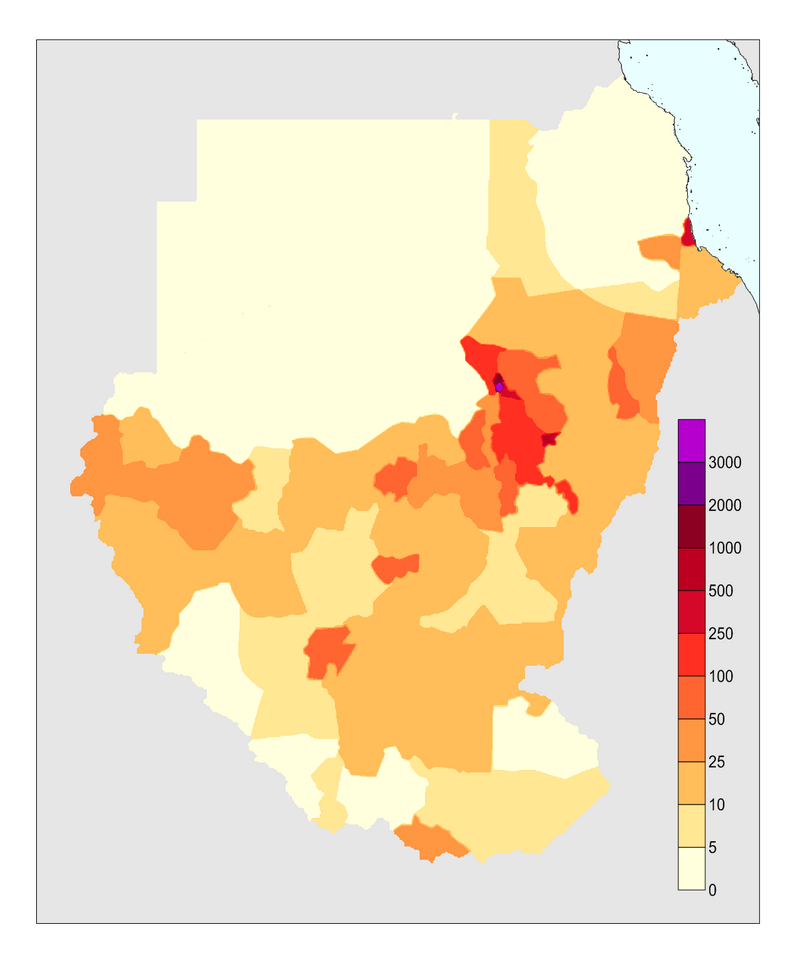
Szudán 2010-es népsűrűségi térképe (Dél-Szudánnal együtt)

A 2008-as népszámlálás alapján a népessége ekkor meghaladta a 30 milliót. 2018-ban már 41,8 millió fő ember él az országban.
A fővárosi régióban, Kartúmban, Omdurmannal és Khartúm Bahrival együtt ekkor kb. 14 millió ember élt, a kettészakadt ország lakosságának több mint egyötöde.
Az ország északi fele, a Nílus partjának kivételével a szaharai sivatagba nyúlik, így igen ritkán lakott. Kartúmon kívül a déli részen jelentősebb lakott területek a Kék- és a Fehér-Nílus folyók között, valamint Dél-Dárfúrban találhatók.
A 2010-es években a várható átlagos élettartam 62 év. A csecsemőhalandósági ráta igen magas, 67,1‰.

### Etnikai megoszlás
Dél-Szudán kiválása után a fontosabb etnikumok:
- szudáni arab 70%,
- a maradék 30% : núbiai, nuba, nuer, bedzsa, dinka, fellata (fulbe), egyéb. Több mint ötszáz etnikai csoport van.[46]

### Nyelvi megoszlás
2005 előtt az arab volt az ország egyetlen hivatalos nyelve. A 2005-ös alkotmány alapján két hivatalos nyelv van: az arab és az angol.
2009-ben körülbelül hetven nyelv beszélt az országban.

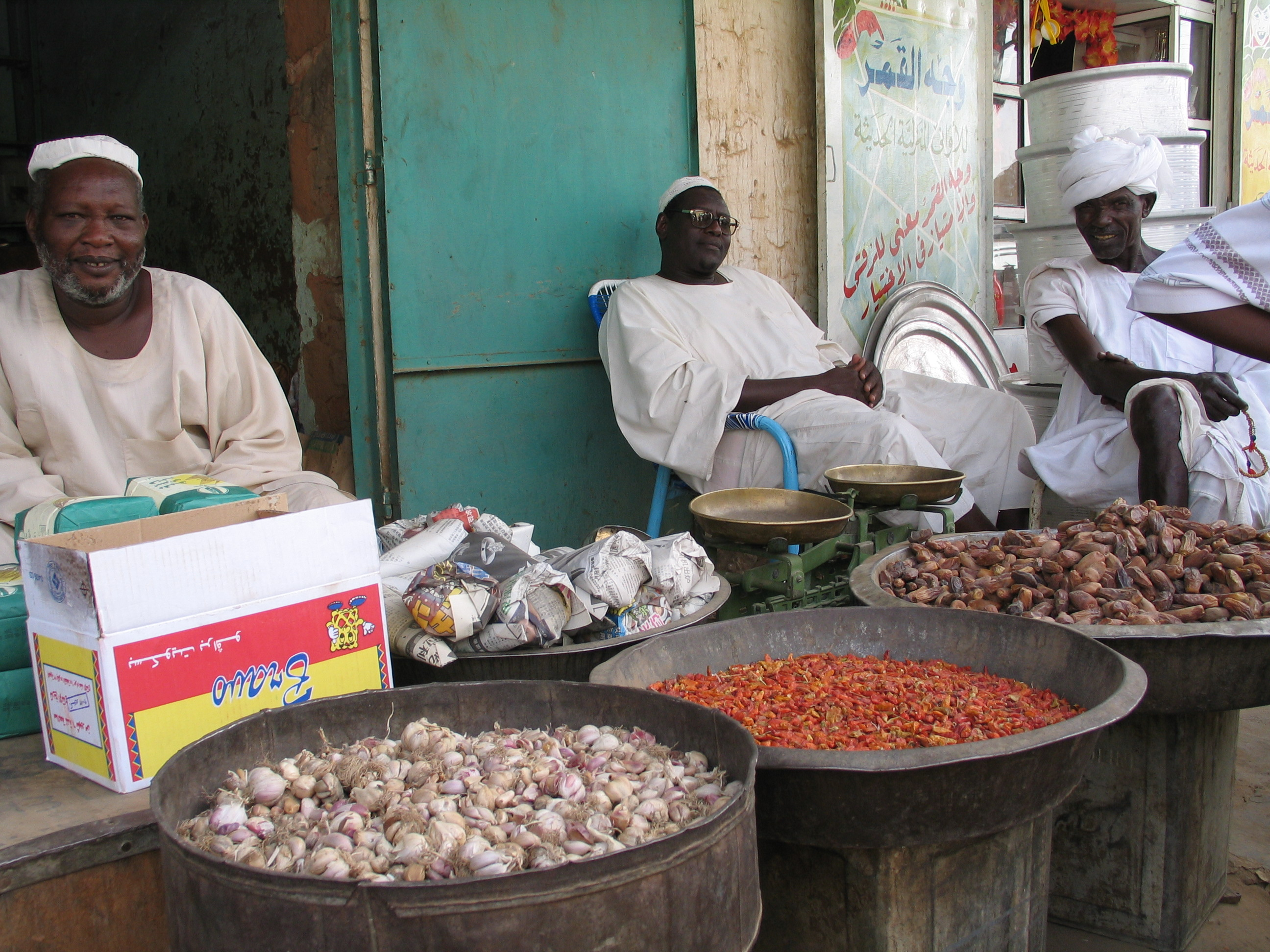
Utcai árusok

### Vallási megoszlás
Az ország kettéválása után a lakosság döntő része szunnita muszlim (97%), a csekély maradék keresztény, illetve törzsi vallású.

## Gazdaság

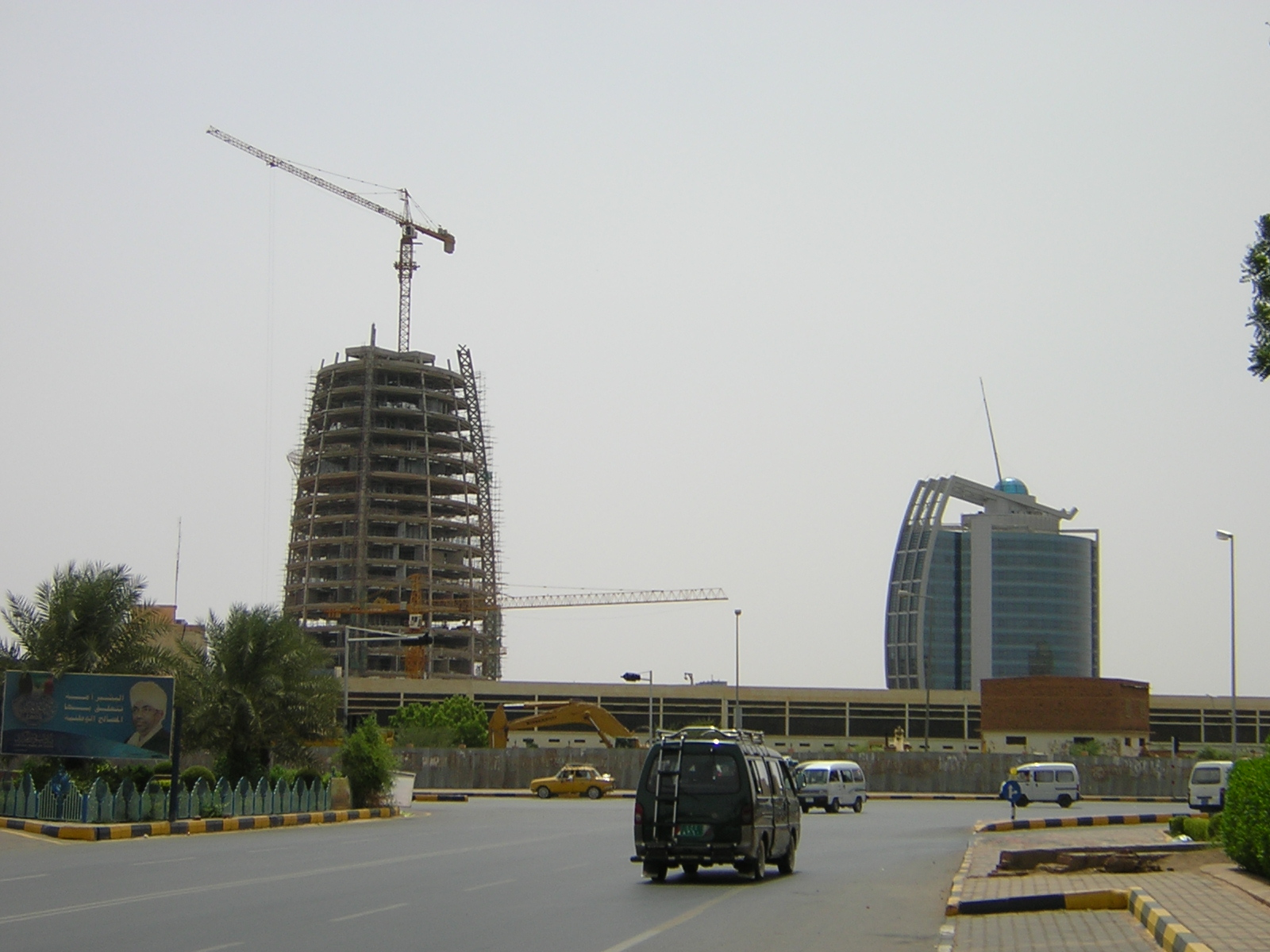
Építkezések Kartúmban (2009)

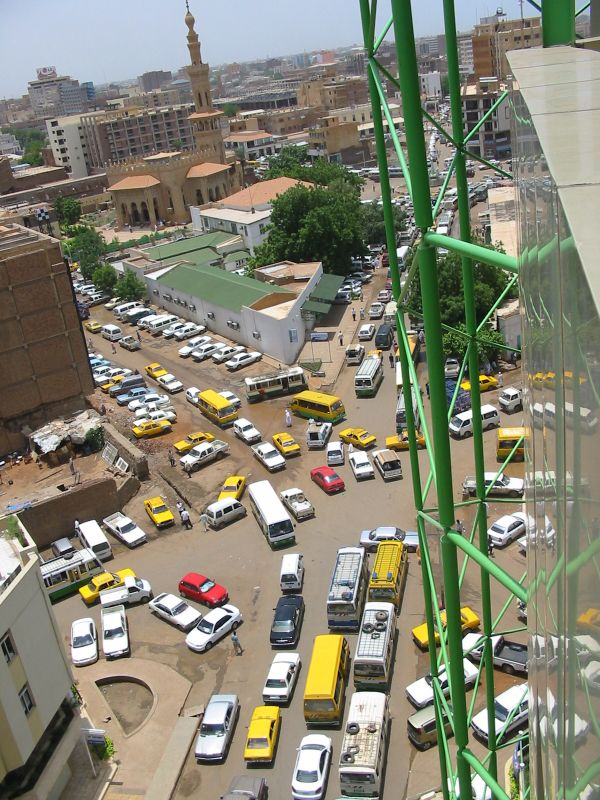
Kartúm, a főváros

Az 1960-as évek közepétől a Száhel-övezetet sújtó gyakori szárazság és a polgárháború következtében a gazdaság megtorpant, ugyanakkor Szudán óriási adósságállományt halmozott fel. Ez gátolta a további gazdasági fejlődést is.
A három fő mezőgazdasági alágazat: a legeltető állattenyésztés, növénytermesztés és halászat. Sok állatot, különösen tehenet, juhokat és tevéket exportálnak Szaúd-Arábiába és más arab országokba.
A növénytermesztésben kiemelhető a gyapot, a földimogyoró, a gumiarábikum és a szezámmag. Bár az ország igyekszik diverzifikálni a valuta bevételi forrását, a gyapot és a földimogyoró továbbra is a legfontosabb mezőgazdasági exportterméke. A gabonacirok a fő élelmiszernövény. A szezámmagot és a földimogyorót belföldi fogyasztásra és egyre inkább exportra termesztik.
Észak Darfúrban vasércet, kőolajat és uránércet találtak. A 21. században az ország gazdasága gyors fejlődésnek indult.
Magyarországot 2008 óta a helyszínen a Magyar Iszlám Közösség képviseli, mint hivatalosan regisztrált egyedüli magyar NGO.
A GDP összetétele szektoronként 2014-ben: mezőgazdaság: 26,8%, ipar: 35,6%, szolgáltatások: 37,7%. A GDP (reál) növekedési üteme: 3% (2014-ben), 3,3% (2013-ban)
Sok szakképzett szudáni dolgozik a Perzsa-öböl menti országokban, az általuk hazaküldött pénz is segítségére van a gazdaságnak.

### Mezőgazdaság
A munkaerőnek több mint a felét a mezőgazdaság foglalkoztatja, bár az összterületnek csupán 5%-át művelik meg, és további 24%-át hasznosítják legelőként. A művelés alá vett földek 15%-át öntözik, a legnagyobb öntözőrendszer al-Gazirahban van. Hatalmas öntözőműveket építettek ki az Atbara folyón, Hasm el-Girbánál. Komoly duzzasztógátat építettek Meroé mellett, ami öntözés és energiatermelés szempontjából kiemelkedő.
Főbb termények: gyapot, földimogyoró, cirok, köles, búza, gumiarábikum, cukornád, manióka (tápióka), mangó, papaja, banán, édes burgonya, szezámmag.
A mezőgazdaság egyik fő terméke a gyapot, az élelmiszernövények közül a földimogyoró, szezám, köles- és citrusfélék jelentősek. A legtermékenyebb földek a Kék- és Fehér-Nílus között vannak.
A nomád pásztorkodó törzsek révén hatalmas állattartománnyal rendelkezik (szarvasmarha, kecske, juh, teve). Az országban több mint 20 millió szarvasmarhát, 19 millió juhot, 14 millió kecskét és 32 millió szárnyast tartanak.

### Ipar
Fő ágazatok 2014-ben: gyapottisztítás, textilipar, cementgyártás, étolaj-, cukoripar, szappangyártás, cipőipar, kőolajfinomítás, gyógyszeripar, személygépkocsi és kisteherautó összeszerelés.
A 2010-es években kőolajfinomítók, tárolók épülnek, az építőipar rohamos fejlődésnek indult; sok szállodát építenek, folyik a közutak korszerűsítése, építése, s elkezdődött a vasút felújítása is.

### Külkereskedelem
Fő külkereskedelmi termékek a 2010-es években:
- Export: arany; kőolajtermékek; gyapot, szezámmag, állatállomány, mogyoró, gumiarábikum
- Import: élelmiszerek, iparcikkek, közlekedési eszközök, gyógyszerek, vegyi anyagok, textília, búza

Fő külkereskedelmi partnerek 2019-ben:
- Export:  Egyesült Arab Emírségek 31%,  Kína 19%, Szaúd-Arábia 14%, India 12%, Egyiptom 5%
- Import:  Kína 31%,  India 14%, Egyesült Arab Emírségek 11%, Egyiptom 6%

## Közlekedés

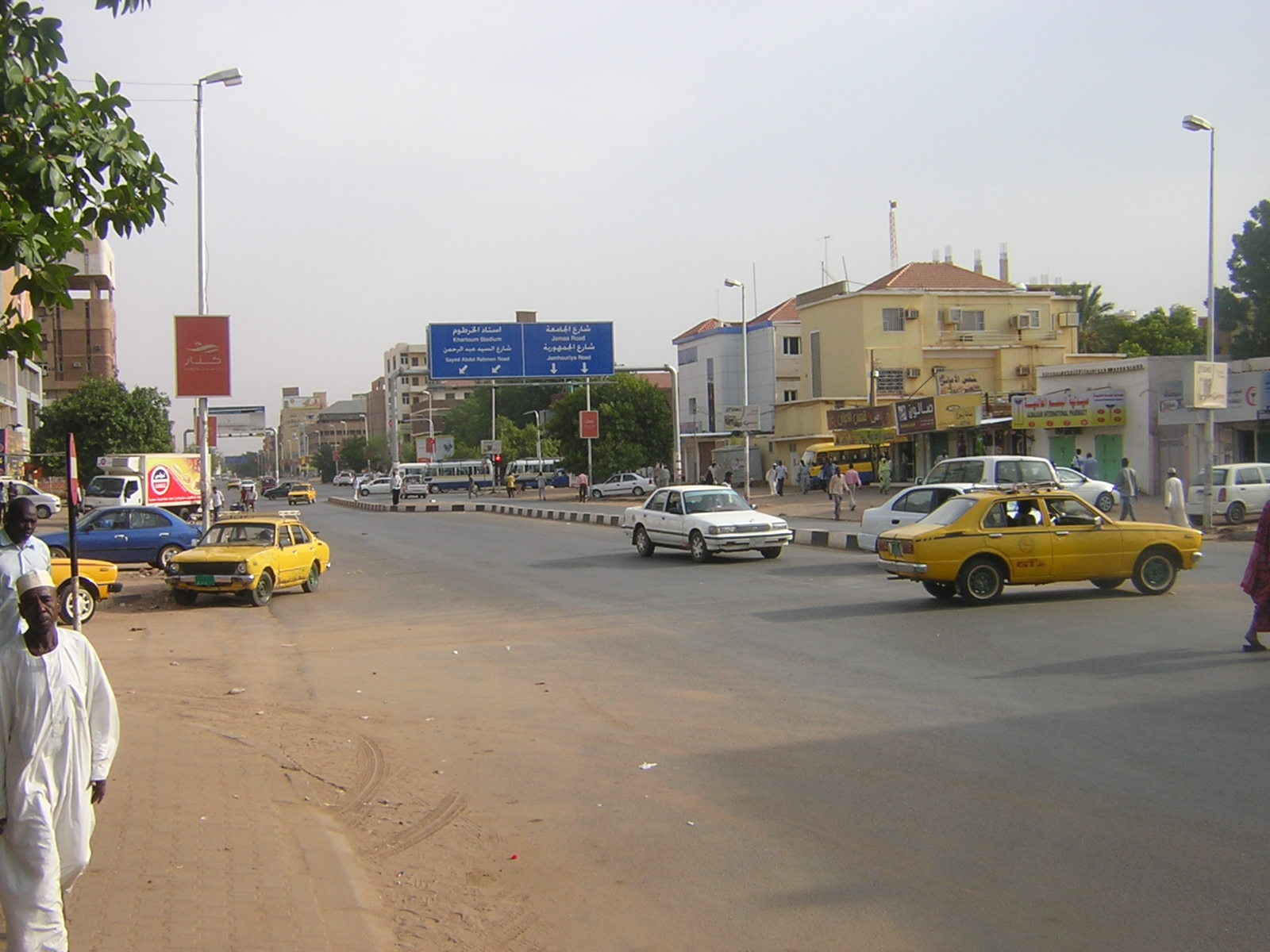
Utcakép Kartúmban (Al-Quasar út)

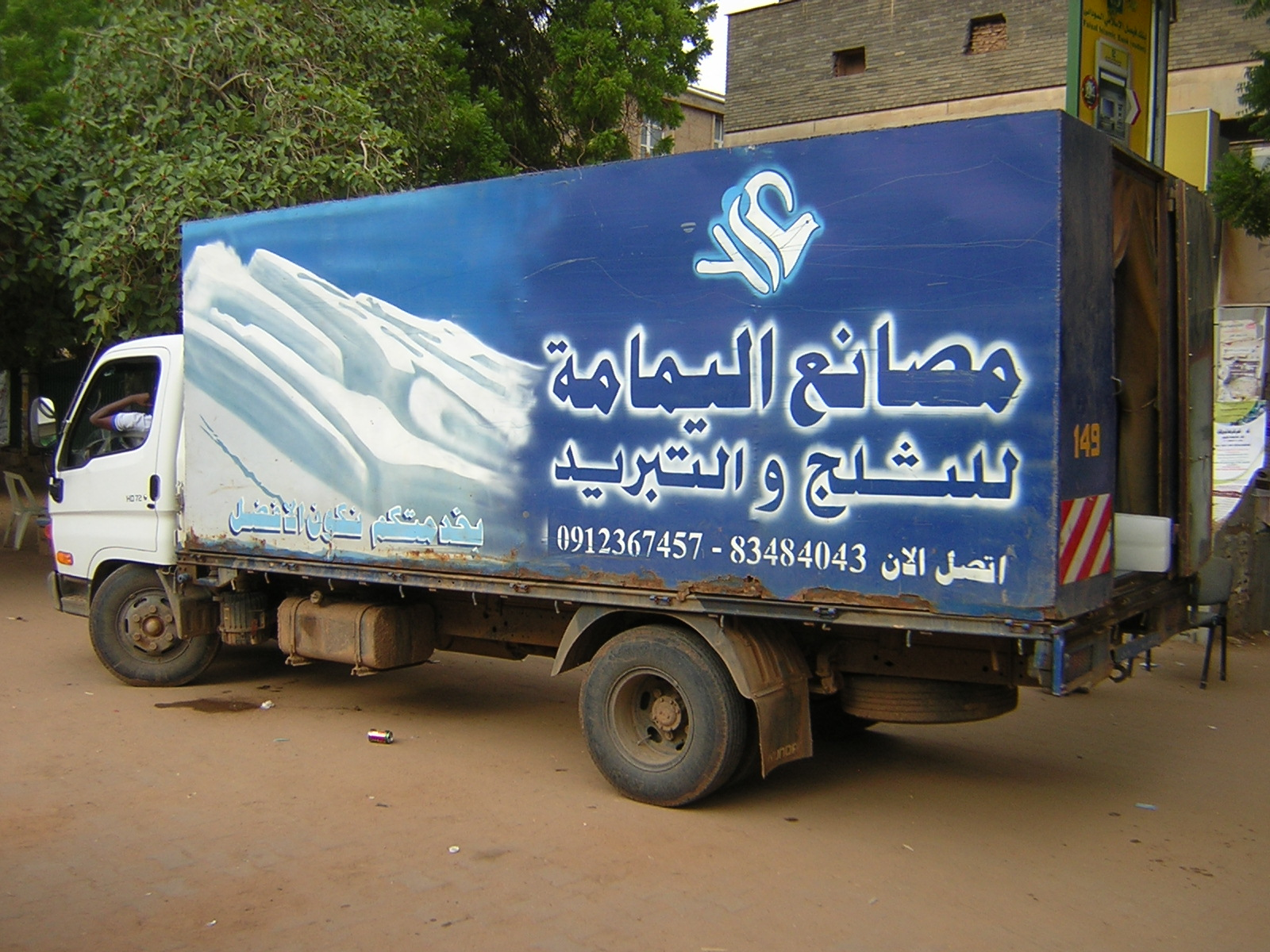

### Közút
A közlekedési hálózat gyengén fejlett. Az aszfaltozott utak a városi aszfaltozott utcákat leszámítva, 2010 táján nagyjából 3600 kilométert tettek ki (beleértve a mai Dél-Szudánt is), amelyből a Kartúm–Port Szudán közötti, Kaszalán keresztül vezető legfontosabb út csaknem 1200 kilométer volt. Ekkor kb. 3740 kilométernyi kavicsos út volt és a becslések szerint 45 ezer kilométer főként szezonálisan használható földút és homokút, ezeknek körülbelül a fele bekötőútnak minősült.

### Vasút
Összesen 4874 km hosszú vasútvonal köti össze Kartúmot el-Obeiddel, Vádi- Halfával, Port Szudánnal és a délkeleti vidékkel.

### Vízi közlekedés
Nagyon fontos a folyami hajózás, a Níluson egész évben nagy a forgalom.
Szudánban 4068 km a folyami út, ebből 1723 km a Kék- és a Fehér-Níluson zajlik.
Fontosabb folyami kikötők: Kartúm, Kuszti és Vádi-Halfa.
A főbb tengeri kikötők: Port Szudán és Szuakin. Port Szudánból csővezetéken jut a kőolaj Kartúmba.

### Légi közlekedés

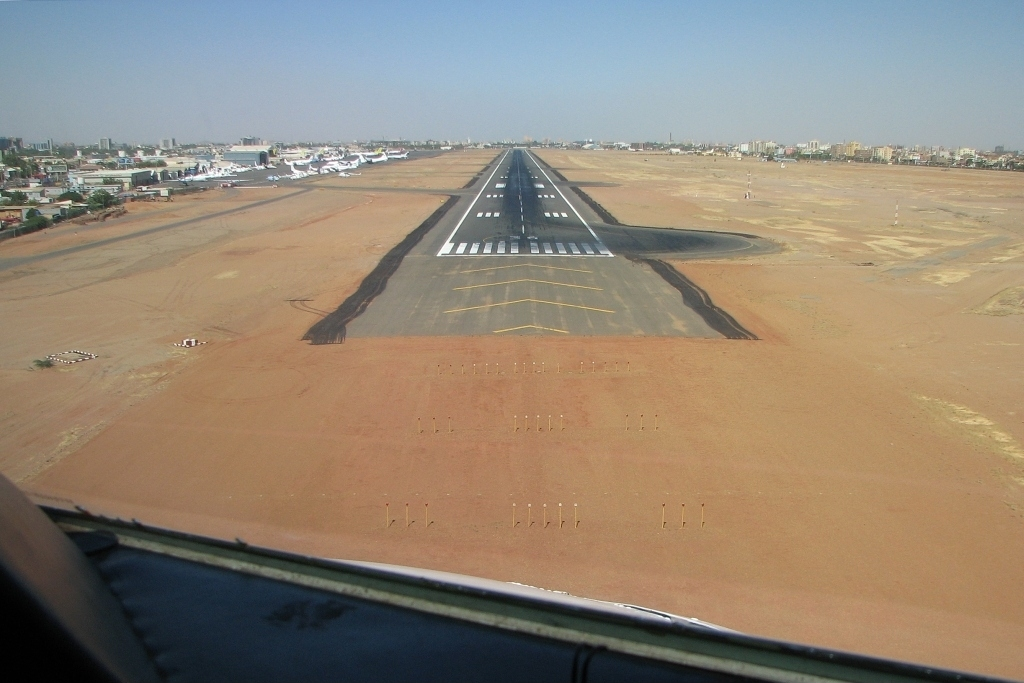
A kartúmi nemzetközi repülőtér futópályája

Az országban 4 nemzetközi és 6 belföldi légikikötő van.
| A nemzetközi repterek: - al-Faschir - Port Szudán - Dongola - Kartúm | Belföldi repterek: - El-Obeid - Atbara - Heglig - Kaduqli - Kaszala - Nyala |

## Telekommunikáció
|                | Dél-Szudán | Szudán       |
| -------------- | ---------- | ------------ |
| Hívójel prefix | ST0        | 6T-6U, SS-ST |
| ITU zóna       | 47, 48     | 47, 48       |
| CQ zóna        | 34         | 34           |

## Kultúra

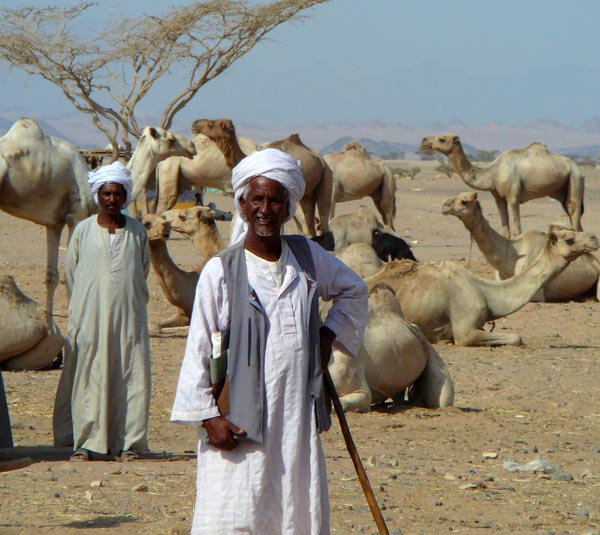
Galabiját viselő férfiak

Az emberek nagy része inkább arabnak tartja magát, mint afrikainak. A szudáni férfiak által széles körben használt hagyományos ruhaviselet a galabija, amely egy bő szabású, hosszú ujjú, gallér nélküli, bokáig érő ruhadarab, amely Egyiptomban is gyakori.
Az iszlám vallás rendkívül fontos szerepet játszik a szudániak életében. A férfiak és fiúk naponta ötször imádkoznak, és az imára való felhívást is hallani a mecsetekből mindenhol.
A zár – amely eredetileg fekete-afrikai eredetű – egy dobbal, énekkel összekötött szelleműző szertartás, amit akkor végeznek ha valakit megszáll a dzsinn. Sokszor egy szúfi szent segítségét kérik, hogy járjon közbe a megszállott érdekében a szellemnél.
Szudánban a vallás sokkal inkább afrikai iszlám, ahol a szentek kultusza nagy jelentőséggel bír és a szúfizmus (az iszlám misztikus irányzata) széles néprétegek között elterjedt.

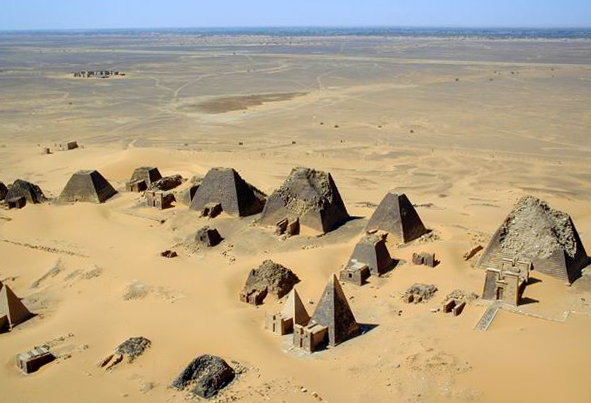
Meroé piramisainak romjai

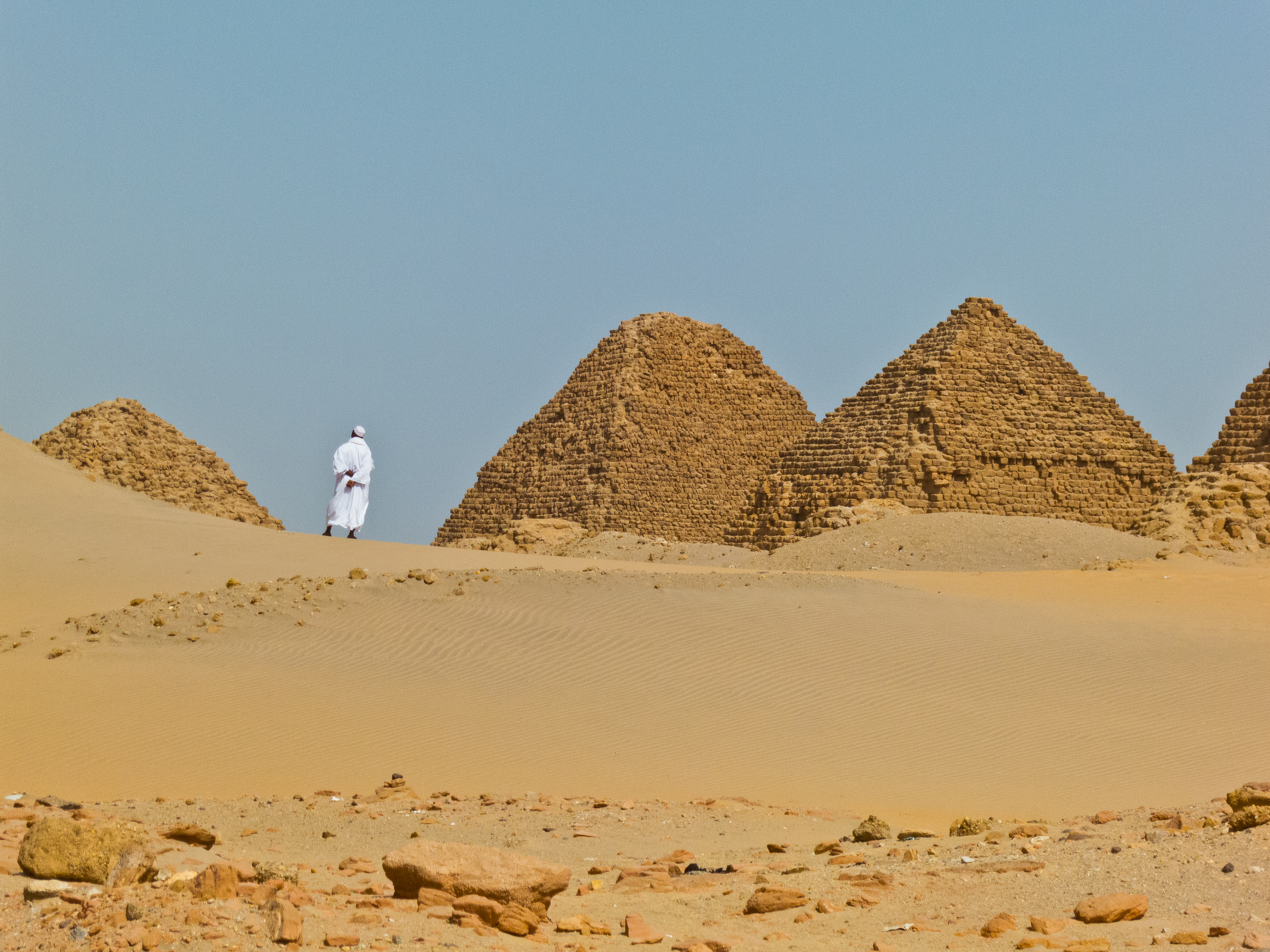
Nuri piramisai Napata régióban

### Oktatási rendszer
Szudán egyetemei:
- Academy of Medical Sciences
- Ahfad University for Women
- Bayan Science and Technology College
- Computerman College
- Omdurman Ahlia University
- Omdurman Islamic University

University of Africa
- University of Gezira
- University of Khartoum
- Mycetoma Research Centre
- Sudan University of Science and Technology

### Kulturális intézmények

#### Kulturális világörökség
A világ kulturális örökségéhez tartoznak Dzsebel Barkal és a Napata régió régészeti helyszínei.

### Hagyomány és néprajz
Elterjedt gyakorlat a női nemi szervek megcsonkítása. A szudáni 18 államból hat állam 2008-tól már megkezdte a megcsonkítás gyakorlatának korlátozását vagy betiltását, de az intézkedéseket korlátozott sikerrel hajtották végre. 2016-ban al-Bashir, az ország elnöke megpróbálta bevezetni a gyakorlatot tiltó nemzeti törvényt, ám a vallási konzervatívok megakadályozták az erőfeszítéseit. 
2020-ban egy kormányzati miniszter kijelentette, hogy támogatják a aktivisták azon célját, hogy 2030-ig teljesen megszüntessék ezen elterjedt gyakorlatot és életbe is léptettek ellene egy törvényt.

### Gasztronómia
Szudán roppant területéből adódóan a konyha változatos, minden nagyobb területnek (mint Dárfúr, Kordofán stb.) saját, különálló, ugyanakkor egymásra is hatással bíró gasztronómiái vannak. Az étkezés a halalnak megfelelően történik, a leggyakoribb húsok a baromfi és bárány. Az ételeket többnyire kézzel fogyasztják.
Szudán két legjellemzőbb fogása az elmaraara és az umfitit, amelyek a juh belsőségeiből (köztük a májból, gyomorból és tüdőből) készülnek, hagyma, mogyoróvaj és só hozzáadásával. Népszerű a földimogyorós saláta, a salatat dakaw. Szudán jellegzetessége még a gibna bayda nevű fehérsajt.
Többféle ragufajtával találkozni, mint a waika, a bussaara és a sabaroag ni'aimiya-t vagy a miris, amelynek alapanyaga káposztalé, hagyma és szárított bámia. Az abiyad nevű különlegességet szárított húsból, míg a kajaik-ot szárított halból készítik. Délen, az egyenlítő felé zöldséges marhahúslevest vagy a kawari nevű juhkörömpörköltöt eszik. Az elmussalammiya egy májból, lisztből, datolyából és fűszerekből készült étel is a helyi specialitások egyike.
A víz számít a legnépszerűbb italnak Szudánban, amit gyakran árulnak is az utcákon nagyobb adagú ételekhez. A helyi kávét igen erősen főzik, amit egy jebena nevű edényben szolgálnak fel. Mellette isznak fekete teát, amit olykor tejjel ízesítenek. A teát az utcán gyakran nők árulják. A forróbb napokon népszerű hűsítő a karkadeh nevű hibiszkusztea, amit akárcsak Egyiptomban, otthon főznek.
Hajdan Szudánban engedélyezték az alkoholos italok fogyasztását. Hagyományos szudáni szeszesital a sharbot nevű kölesbor és az araqi nevű likőr. Az 1980-as években a saría bevezetésével betiltották az alkohol lepárlását, fogyasztását és terjesztését. A tilalom megszegéséért kikötözés is járhatott. Ennek ellenére az alkoholfogyasztás nem szűnt meg, csak illegalitásban zajlik tovább.

## Turizmus
A turizmus csak csekély mértékben járul hozzá az ország gazdaságához. Szudánt más afrikai országokhoz képest kevésbé látogatják, és a régóta tartó belső konfliktusok károsították az ország idegenforgalmi ágazatát.
A népszerűbb tevékenységek közé tartozik a rafting, kajakozás, a túrázás és a nílusi körutazás. A fő látnivalók közé tartozik a Dinder Nemzeti Park, a Marrah-hegység, a Nemzeti Múzeum és a Vörös-tenger partja. A régészeti lelőhelyek közül a fontosabbak: Meroë piramisai, a kermai sírok és az ókori Szoleb templomának romjai.

## Sport

### Labdarúgás
Sok országhoz hasonlóan Szudánban is a futball a legnépszerűbb sport. A Szudáni Labdarúgó Szövetséget 1936-ban alapították, így az egyik legrégebbi futballszövetség Afrikában.

## Ünnepek
- január 1: a függetlenség napja
- március 27: az unió ünnepe
- változó: ramadán
- változó: a háddzs
- december 25: karácsony